# Вуд (округ, Висконсин)
Округ Вуд (англ. Wood County) располагается в штате Висконсин, США. Официально образован в 1856 году. По состоянию на 2010 год, численность населения составляла 74 749 человека.

## География
По данным Бюро переписи США, общая площадь округа равняется 2095,312 км2, из которых 2053,872 км2 суша и 16,000 км2 или 2,000 % это водоёмы.

## Население
По данным переписи населения 2000 года в округе проживает 75 555 жителей в составе 30 135 домашних хозяйств и 20 491 семей. Плотность населения составляет 37,00 человек на км2. На территории округа насчитывается 31 691 жилых строений, при плотности застройки около 15,00-ти строений на км2. Расовый состав населения: белые — 96,43 %, афроамериканцы — 0,27 %, коренные американцы (индейцы) — 0,70 %, азиаты — 1,61 %, гавайцы — 0,01 %, представители других рас — 0,30 %, представители двух или более рас — 0,69 %. Испаноязычные составляли 0,94 % населения независимо от расы.
В составе 32,20 % из общего числа домашних хозяйств проживают дети в возрасте до 18 лет, 56,70 % домашних хозяйств представляют собой супружеские пары проживающие вместе, 8,00 % домашних хозяйств представляют собой одиноких женщин без супруга, 32,00 % домашних хозяйств не имеют отношения к семьям, 27,20 % домашних хозяйств состоят из одного человека, 11,40 % домашних хозяйств состоят из престарелых (65 лет и старше), проживающих в одиночестве. Средний размер домашнего хозяйства составляет 2,47 человека, и средний размер семьи 3,01 человека.
Возрастной состав округа: 25,70 % моложе 18 лет, 7,70 % от 18 до 24, 28,40 % от 25 до 44, 22,90 % от 45 до 64 и 22,90 % от 65 и старше. Средний возраст жителя округа 38 лет. На каждые 100 женщин приходится 96,10 мужчин. На каждые 100 женщин старше 18 лет приходится 93,00 мужчин.